# Lista de ministros das Relações Exteriores do Brasil

Logo do Ministério.

Esta é uma lista de ministros das Relações Exteriores do Brasil.
Durante o Império, a área que cuidava das relações internacionais do país era denominada Secretaria de Estados dos Negócios Estrangeiros. Com a Proclamação da República, passou a denominar-se Ministério de Estado das Relações Exteriores.

## Império

### Primeiro reinado
| Nº | Foto | Nome                                                              | Início                 | Fim                    | Chefe de Governo |
| -- | ---- | ----------------------------------------------------------------- | ---------------------- | ---------------------- | ---------------- |
| 1  |      | José Bonifácio de Andrada e Silva                                 | 16 de janeiro de 1822  | 16 de julho de 1823    | Dom Pedro I      |
| 2  |      | José Joaquim Carneiro de Campos (marquês de Caravelas)            | 16 de julho de 1823    | 10 de novembro de 1823 | Dom Pedro I      |
| 3  |      | Francisco Vilela Barbosa (marquês de Paranaguá)                   | 10 de novembro de 1823 | 14 de novembro de 1823 | Dom Pedro I      |
| 4  |      | Luís José de Carvalho e Melo (visconde da Cachoeira)              | 14 de novembro de 1823 | 4 de outubro de 1825   | Dom Pedro I      |
| 5  |      | Francisco Vilela Barbosa (marquês de Paranaguá)                   | 4 de outubro de 1825   | 21 de novembro de 1825 | Dom Pedro I      |
| 6  |      | José Egídio Álvares de Almeida (marquês de Santo Amaro)           | 21 de novembro de 1825 | 20 de janeiro de 1826  | Dom Pedro I      |
| 7  |      | Antônio Luís Pereira da Cunha (marquês de Inhambupe)              | 20 de janeiro de 1826  | 15 de janeiro de 1827  | Dom Pedro I      |
| 8  |      | João Severiano Maciel da Costa (marquês de Queluz)                | 15 de janeiro de 1827  | 20 de novembro de 1827 | Dom Pedro I      |
| 9  |      | João Carlos Augusto de Oyenhausen-Gravenburg (marquês de Aracati) | 20 de novembro de 1827 | 4 de dezembro de 1829  | Dom Pedro I      |
| 10 |      | Miguel Calmon du Pin e Almeida (marquês de Abrantes)              | 4 de dezembro de 1829  | 23 de setembro de 1830 | Dom Pedro I      |
| 11 |      | Francisco Vilela Barbosa (marquês de Paranaguá)                   | 23 de setembro de 1830 | 9 de dezembro de 1830  | Dom Pedro I      |
| 12 |      | Francisco Carneiro de Campos                                      | 9 de dezembro de 1830  | 19 de março de 1831    | Dom Pedro I      |

### Período regencial
| Nº | Foto                | Nome                                                          | Início                  | Fim                       | Chefe de Governo                         |
| -- | ------------------- | ------------------------------------------------------------- | ----------------------- | ------------------------- | ---------------------------------------- |
| 12 |                     | Francisco Carneiro de Campos                                  | 7 de abril de 1831      | 16 de julho de 1831       | Regência Trina Provisória                |
| 12 | 16 de julho de 1831 | Francisco Carneiro de Campos                                  | 3 de agosto de 1832     | Regência Trina Permanente |                                          |
| 13 |                     | Pedro de Araújo Lima (marquês de Olinda)                      | 3 de agosto de 1832     | Regência Trina Permanente | 13 de setembro de 1832                   |
| 14 |                     | Bento da Silva Lisboa (barão de Cairu)                        | 13 de setembro de 1832  | Regência Trina Permanente | 21 de fevereiro de 1834                  |
| 15 |                     | Aureliano de Sousa e Oliveira Coutinho (visconde de Sepetiba) | 21 de fevereiro de 1834 | Regência Trina Permanente | 16 de janeiro de 1835                    |
| 16 |                     | Manuel Alves Branco (2.º visconde de Caravelas)               | 16 de janeiro de 1835   | 5 de fevereiro de 1836    | Diogo Antônio Feijó                      |
| 17 |                     | José Inácio Borges                                            | 5 de fevereiro de 1836  | 3 de junho de 1836        | Diogo Antônio Feijó                      |
| 18 |                     | Antônio Paulino Limpo de Abreu (visconde de Abaeté)           | 3 de junho de 1836      | 1 de novembro de 1836     | Diogo Antônio Feijó                      |
| 19 |                     | Gustavo Adolfo de Aguilar Pantoja                             | 1 de novembro de 1836   | 20 de fevereiro de 1837   | Diogo Antônio Feijó                      |
| 20 |                     | Antônio Paulino Limpo de Abreu (visconde de Abaeté)           | 20 de fevereiro de 1837 | 16 de maio de 1837        | Diogo Antônio Feijó                      |
| 21 |                     | Francisco Jê Acaiaba de Montezuma (visconde de Jequitinhonha) | 16 de maio de 1837      | 19 de setembro de 1837    | Diogo Antônio Feijó                      |
| 22 |                     | Antônio Peregrino Maciel Monteiro (2.º barão de Itamaracá)    | 19 de setembro de 1837  | 16 de abril de 1839       | Pedro de Araújo Lima (marquês de Olinda) |
| 23 |                     | Cândido Batista de Oliveira                                   | 16 de abril de 1839     | 1 de setembro de 1839     | Pedro de Araújo Lima (marquês de Olinda) |
| 24 |                     | Caetano Maria Lopes Gama (visconde de Maranguape)             | 1 de setembro de 1839   | 24 de julho de 1840       | Pedro de Araújo Lima (marquês de Olinda) |

### Segundo reinado
| Nº | Foto                  | Nome                                                           | Início                  | Fim                                                  | Chefe de Governo                                            |
| -- | --------------------- | -------------------------------------------------------------- | ----------------------- | ---------------------------------------------------- | ----------------------------------------------------------- |
| 25 |                       | Aureliano de Sousa e Oliveira Coutinho (visconde de Sepetiba   | 24 de julho de 1840     | 23 de janeiro de 1843                                | Dom Pedro II                                                |
| 26 |                       | Honório Hermeto Carneiro Leão (marquês de Paraná)              | 23 de janeiro de 1843   | 8 de junho de 1843                                   | Dom Pedro II                                                |
| 27 |                       | Paulino José Soares de Sousa (visconde de Uruguai)             | 8 de junho de 1843      | 2 de fevereiro de 1844                               | Dom Pedro II                                                |
| 28 |                       | Ernesto Ferreira França                                        | 2 de fevereiro de 1844  | 26 de maio de 1845                                   | Dom Pedro II                                                |
| 29 |                       | Antônio Paulino Limpo de Abreu (visconde de Abaeté)            | 26 de maio de 1845      | 2 de maio de 1846                                    | Dom Pedro II                                                |
| 30 |                       | Bento da Silva Lisboa (barão de Cairu)                         | 2 de maio de 1846       | 22 de maio de 1847                                   | Dom Pedro II                                                |
| 31 |                       | Saturnino de Sousa e Oliveira Coutinho                         | 22 de maio de 1847      | 29 de janeiro de 1848                                | Manuel Alves Branco (2.º visconde de Caravelas)             |
| 32 |                       | José Antônio Pimenta Bueno (marquês de São Vicente)            | 29 de janeiro de 1848   | 8 de março de 1848                                   | Manuel Alves Branco (2.º visconde de Caravelas)             |
| 33 |                       | Antônio Paulino Limpo de Abreu (visconde de Abaeté)            | 8 de março de 1848      | 31 de maio de 1848                                   | José Carlos Pereira de Almeida Torres (visconde de Macaé)   |
| 34 |                       | Bernardo de Sousa Franco (visconde de Sousa Franco)            | 31 de maio de 1848      | 29 de setembro de 1848                               | Francisco de Paula Sousa e Melo                             |
| 35 |                       | Pedro de Araújo Lima (marquês de Olinda)                       | 29 de setembro de 1848  | 8 de outubro de 1849                                 | Pedro de Araújo Lima (marquês de Olinda)                    |
| 36 |                       | Paulino José Soares de Sousa (visconde de Uruguai)             | 8 de outubro de 1849    | 11 de maio de 1852                                   | José da Costa Carvalho (marquês de Monte Alegre)            |
| 36 | 11 de maio de 1852    | Paulino José Soares de Sousa (visconde de Uruguai)             | 6 de setembro de 1853   | Joaquim José Rodrigues Torres (visconde de Itaboraí) |                                                             |
| 37 |                       | Antônio Paulino Limpo de Abreu (visconde de Abaeté)            | 6 de setembro de 1853   | 14 de junho de 1855                                  | Honório Hermeto Carneiro Leão (marquês do Paraná)           |
| 38 |                       | José Maria da Silva Paranhos (visconde do Rio Branco)          | 14 de junho de 1855     | 3 de setembro de 1856                                | Honório Hermeto Carneiro Leão (marquês do Paraná)           |
| 38 | 3 de setembro de 1856 | José Maria da Silva Paranhos (visconde do Rio Branco)          | 4 de maio de 1857       | Luís Alves de Lima e Silva (duque de Caxias)         |                                                             |
| 39 |                       | Caetano Maria Lopes Gama (visconde de Maranguape)              | 4 de maio de 1857       | 12 de dezembro de 1858                               | Pedro de Araújo Lima (marquês de Olinda)                    |
| 40 |                       | José Maria da Silva Paranhos (visconde do Rio Branco)          | 12 de dezembro de 1858  | 10 de agosto de 1859                                 | Antônio Paulino Limpo de Abreu (visconde de Abaeté)         |
| 41 |                       | João Lins Vieira Cansanção de Sinimbu (visconde de Sinimbu)    | 10 de agosto de 1859    | 2 de março de 1861                                   | Ângelo Moniz da Silva Ferraz (barão de Uruguaiana)          |
| 42 |                       | José Maria da Silva Paranhos (visconde do Rio Branco)          | 2 de março de 1861      | 21 de abril de 1861                                  | Luís Alves de Lima e Silva (duque de Caxias)                |
| 43 |                       | Antônio Coelho de Sá e Albuquerque                             | 21 de abril de 1861     | 10 de julho de 1861                                  | Luís Alves de Lima e Silva (duque de Caxias)                |
| 44 |                       | Benevenuto Augusto Magalhães Taques                            | 10 de julho de 1861     | 24 de maio de 1862                                   | Luís Alves de Lima e Silva (duque de Caxias)                |
| 45 |                       | Carlos Carneiro de Campos (3.º visconde de Caravelas)          | 24 de maio de 1862      | 30 de maio de 1862                                   | Zacarias de Góis e Vasconcelos                              |
| 46 |                       | Miguel Calmon du Pin e Almeida (marquês de Abrantes)           | 30 de maio de 1862      | 15 de janeiro de 1864                                | Pedro de Araújo Lima (marquês de Olinda)                    |
| 47 |                       | Francisco Xavier Pais Barreto                                  | 15 de janeiro de 1864   | 9 de março de 1864                                   | Zacarias de Góis e Vasconcelos                              |
| 48 |                       | João Pedro Dias Vieira                                         | 9 de março de 1864      | 31 de agosto de 1864                                 | Zacarias de Góis e Vasconcelos                              |
| 49 |                       | Carlos Carneiro de Campos (3.º visconde de Caravelas)          | 31 de agosto de 1864    | 4 de outubro de 1864                                 | Francisco José Furtado                                      |
| 50 |                       | João Pedro Dias Vieira                                         | 4 de outubro de 1864    | 12 de maio de 1865                                   | Francisco José Furtado                                      |
| 51 |                       | José Antônio Saraiva                                           | 12 de maio de 1865      | 3 de agosto de 1866                                  | Pedro de Araújo Lima (marquês de Olinda)                    |
| 52 |                       | Martim Francisco Ribeiro de Andrada                            | 3 de agosto de 1866     | 27 de outubro de 1866                                | Zacarias de Góis e Vasconcelos                              |
| 53 |                       | Antônio Coelho de Sá e Albuquerque                             | 27 de outubro de 1866   | 9 de dezembro de 1867                                | Zacarias de Góis e Vasconcelos                              |
| 54 |                       | João Lustosa da Cunha Paranaguá (2.º marquês de Paranaguá)     | 9 de dezembro de 1867   | 14 de abril de 1868                                  | Zacarias de Góis e Vasconcelos                              |
| 55 |                       | João Silveira de Sousa                                         | 14 de abril de 1868     | 16 de julho de 1868                                  | Zacarias de Góis e Vasconcelos                              |
| 56 |                       | José Maria da Silva Paranhos (visconde do Rio Branco)          | 16 de julho de 1868     | 29 de setembro de 1870                               | Joaquim José Rodrigues Torres (visconde de Itaboraí)        |
| 57 |                       | José Antônio Pimenta Bueno (marquês de São Vicente)            | 29 de setembro de 1870  | 7 de março de 1871                                   | José Antônio Pimenta Bueno (marquês de São Vicente)         |
| 58 |                       | Manuel Francisco Correia                                       | 7 de março de 1871      | 28 de janeiro de 1873                                | José Maria da Silva Paranhos (visconde do Rio Branco)       |
| 59 |                       | Carlos Carneiro de Campos (visconde de Caravelas)              | 28 de janeiro de 1873   | 25 de junho de 1875                                  | José Maria da Silva Paranhos (visconde do Rio Branco)       |
| 60 |                       | João Maurício Wanderley (barão de Cotegipe)                    | 25 de junho de 1875     | 15 de fevereiro de 1877                              | Luís Alves de Lima e Silva (duque de Caxias)                |
| 61 |                       | Diogo Velho Cavalcanti de Albuquerque (visconde de Cavalcanti) | 15 de fevereiro de 1877 | 5 de janeiro de 1878                                 | Luís Alves de Lima e Silva (duque de Caxias)                |
| 62 |                       | Domingos de Sousa Leão (barão de Vila Bela)                    | 5 de janeiro de 1878    | 8 de fevereiro de 1879                               | João Lins Vieira Cansanção de Sinimbu (visconde de Sinimbu) |
| 63 |                       | João Lins Vieira Cansanção de Sinimbu (visconde de Sinimbu)    | 8 de fevereiro de 1879  | 4 de junho de 1879                                   | João Lins Vieira Cansanção de Sinimbu (visconde de Sinimbu) |
| 64 |                       | Antônio Moreira de Barros                                      | 4 de junho de 1879      | 28 de março de 1880                                  | João Lins Vieira Cansanção de Sinimbu (visconde de Sinimbu) |
| 65 |                       | Pedro Luís Pereira de Sousa                                    | 28 de março de 1880     | 3 de novembro de 1881                                | José Antônio Saraiva                                        |
| 66 |                       | Franklin Dória (barão de Loreto)                               | 3 de novembro de 1881   | 21 de janeiro de 1882                                | José Antônio Saraiva                                        |
| 67 |                       | Filipe Franco de Sá                                            | 21 de janeiro de 1882   | 3 de julho de 1882                                   | Martinho Álvares da Silva Campos                            |
| 68 |                       | Lourenço Cavalcanti de Albuquerque                             | 3 de julho de 1882      | 24 de maio de 1883                                   | João Lustosa da Cunha Paranaguá (2.º marquês de Paranaguá)  |
| 69 |                       | Francisco de Carvalho Soares Brandão                           | 24 de maio de 1883      | 6 de junho de 1884                                   | Lafayette Rodrigues Pereira                                 |
| 70 |                       | João da Mata Machado                                           | 6 de junho de 1884      | 22 de dezembro de 1884                               | Sousa Dantas                                                |
| 71 |                       | Sousa Dantas                                                   | 22 de dezembro de 1884  | 6 de maio de 1885                                    | Sousa Dantas                                                |
| 72 |                       | João Lustosa da Cunha Paranaguá (2.º marquês de Paranaguá)     | 6 de maio de 1885       | 20 de agosto de 1885                                 | José Antônio Saraiva                                        |
| 73 |                       | João Maurício Wanderley (barão de Cotegipe)                    | 20 de agosto de 1885    | 10 de março de 1888                                  | João Maurício Wanderley (barão de Cotegipe)                 |
| 74 |                       | Antônio da Silva Prado                                         | 10 de março de 1888     | 27 de junho de 1888                                  | João Alfredo Correia de Oliveira                            |
| 75 |                       | Rodrigo Augusto da Silva                                       | 27 de junho de 1888     | 7 de junho de 1889                                   | João Alfredo Correia de Oliveira                            |
| 76 |                       | José Francisco Diana                                           | 7 de junho de 1889      | 15 de novembro de 1889                               | Afonso Celso de Assis Figueiredo (visconde de Ouro preto)   |

## República

### República Velha(1.ª República)
| Nº | Foto                   | Nome                                                      | Início                  | Fim                     | Presidente              |
| -- | ---------------------- | --------------------------------------------------------- | ----------------------- | ----------------------- | ----------------------- |
| 77 |                        | Quintino Bocaiuva[a]                                      | 15 de novembro de 1889  | 23 de janeiro de 1891   | Deodoro da Fonseca      |
| 78 |                        | Justo Chermont[a]                                         | 26 de fevereiro de 1891 | 23 de novembro de 1891  | Deodoro da Fonseca      |
| 79 |                        | Fernando Lobo Leite Pereira                               | 30 de novembro de 1891  | 12 de fevereiro de 1892 | Floriano Peixoto        |
| 80 |                        | Serzedelo Correia                                         | 12 de fevereiro de 1892 | 22 de junho de 1892     | Floriano Peixoto        |
| —  |                        | Custódio de Melo (interino)                               | 22 de junho de 1892     | 11 de dezembro de 1892  | Floriano Peixoto        |
| 81 |                        | Antônio Francisco de Paula Sousa                          | 11 de dezembro de 1892  | 22 de abril de 1893     | Floriano Peixoto        |
| 82 |                        | Felisbelo Firmo de Oliveira Freire                        | 22 de abril de 1893     | 30 de junho de 1893     | Floriano Peixoto        |
| 83 |                        | João Filipe Pereira                                       | 30 de junho de 1893     | 7 de outubro de 1893    | Floriano Peixoto        |
| 84 |                        | Alexandre Cassiano do Nascimento                          | 27 de outubro de 1893   | 15 de novembro de 1894  | Floriano Peixoto        |
| 85 |                        | Carlos Augusto de Carvalho                                | 15 de novembro de 1894  | 1 de setembro de 1896   | Prudente de Morais      |
| 86 |                        | Dionísio Cerqueira                                        | 1 de setembro de 1896   | 15 de novembro de 1898  | Prudente de Morais      |
| 87 |                        | Olinto de Magalhães                                       | 15 de novembro de 1898  | 15 de novembro de 1902  | Campos Sales            |
| —  |                        | J. J. Seabra (interino)                                   | 15 de novembro de 1902  | 3 de dezembro de 1902   | Rodrigues Alves         |
| 88 |                        | José Maria da Silva Paranhos Júnior (barão do Rio Branco) | 3 de dezembro de 1902   | 15 de novembro de 1906  | Rodrigues Alves         |
| 88 | 15 de novembro de 1906 | José Maria da Silva Paranhos Júnior (barão do Rio Branco) | 14 de junho de 1909     | Afonso Pena             |                         |
| 88 | 14 de junho de 1909    | José Maria da Silva Paranhos Júnior (barão do Rio Branco) | 15 de novembro de 1910  | Nilo Peçanha            |                         |
| 88 | 15 de novembro de 1910 | José Maria da Silva Paranhos Júnior (barão do Rio Branco) | 10 de fevereiro de 1912 | Hermes da Fonseca       |                         |
| —  |                        | Eneias Martins (interino)                                 | 10 de fevereiro de 1912 | Hermes da Fonseca       | 14 de fevereiro de 1912 |
| 89 |                        | Lauro Müller                                              | 14 de fevereiro de 1912 | Hermes da Fonseca       | 15 de novembro de 1914  |
| 89 | 15 de novembro de 1914 | Lauro Müller                                              | 7 de maio de 1917       | Venceslau Brás          |                         |
| 90 |                        | Nilo Peçanha                                              | 7 de maio de 1917       | Venceslau Brás          | 15 de novembro de 1918  |
| 91 |                        | Domício da Gama                                           | 15 de novembro de 1918  | 28 de julho de 1919     | Delfim Moreira          |
| —  |                        | Augusto Cochrane de Alencar (interino)                    | 28 de julho de 1919     | 29 de julho de 1919     | Epitácio Pessoa         |
| 92 |                        | José Manuel de Azevedo Marques                            | 29 de julho de 1919     | 15 de novembro de 1922  | Epitácio Pessoa         |
| 93 |                        | Félix Pacheco                                             | 15 de novembro de 1922  | 15 de novembro de 1926  | Artur Bernardes         |
| 94 |                        | Otávio Mangabeira                                         | 15 de novembro de 1926  | 24 de outubro de 1930   | Washington Luís         |

### Era Vargas(2.ªe3.ªRepúblicas)
| Nº  | Foto                   | Nome                                    | Início                  | Fim                   | Presidente                           |
| --- | ---------------------- | --------------------------------------- | ----------------------- | --------------------- | ------------------------------------ |
| 95  |                        | Afrânio de Melo Franco                  | 24 de outubro de 1930   | 3 de novembro de 1930 | Junta Governativa Provisória de 1930 |
| 95  | 3 de novembro de 1930  | Afrânio de Melo Franco                  | 28 de dezembro de 1933  | Getúlio Vargas        |                                      |
| 96  |                        | Félix de Barros Cavalcanti de Lacerda   | 28 de dezembro de 1933  | Getúlio Vargas        | 26 de julho de 1934                  |
| 97  |                        | José Carlos de Macedo Soares            | 26 de julho de 1934     | Getúlio Vargas        | 1 de novembro de 1936                |
| 98  |                        | Mário de Pimentel Brandão               | 1 de novembro de 1936   | Getúlio Vargas        | 10 de novembro de 1937               |
| 98  | 10 de novembro de 1937 | Mário de Pimentel Brandão               | 15 de março de 1938     | Getúlio Vargas        |                                      |
| 99  |                        | Osvaldo Aranha                          | 15 de março de 1938     | Getúlio Vargas        | 23 de agosto de 1944                 |
| —   |                        | Pedro Leão Veloso (interino)            | 24 de agosto de 1944    | Getúlio Vargas        | 20 de fevereiro de 1945              |
| —   |                        | José Carlos de Macedo Soares (interino) | 20 de fevereiro de 1945 | Getúlio Vargas        | 19 de março de 1945                  |
| —   |                        | Pedro Leão Veloso (interino)            | 19 de março de 1945     | Getúlio Vargas        | 15 de abril de 1945                  |
| —   |                        | José Carlos de Macedo Soares (interino) | 15 de abril de 1945     | Getúlio Vargas        | 6 de julho de 1945                   |
| —   |                        | Pedro Leão Veloso (interino)            | 6 de julho de 1945      | Getúlio Vargas        | 30 de outubro de 1945                |
| 100 |                        | Pedro Leão Veloso                       | 31 de outubro de 1945   | 30 de janeiro de 1946 | José Linhares                        |

### Período Populista(4.ª República)
| Nº  | Foto                                       | Nome                                       | Início                 | Fim                             | Presidente                     |
| --- | ------------------------------------------ | ------------------------------------------ | ---------------------- | ------------------------------- | ------------------------------ |
| 101 |                                            | João Neves da Fontoura                     | 31 de janeiro de 1946  | 24 de julho de 1946             | Eurico Gaspar Dutra            |
| —   |                                            | Samuel de Sousa Leão Gracie (interino)     | 25 de julho de 1946    | 12 de dezembro de 1946          | Eurico Gaspar Dutra            |
| 102 |                                            | Raul Fernandes                             | 12 de dezembro de 1946 | 31 de janeiro de 1951           | Eurico Gaspar Dutra            |
| 103 |                                            | João Neves da Fontoura                     | 31 de janeiro de 1951  | 19 de junho de 1953             | Getúlio Vargas                 |
| —   |                                            | Mário de Pimentel Brandão (interino)       | 19 de junho de 1953    | 2 de julho de 1953              | Getúlio Vargas                 |
| 104 |                                            | Vicente Rao                                | 3 de julho de 1953     | 24 de agosto de 1954            | Getúlio Vargas                 |
| 105 |                                            | Raul Fernandes                             | 26 de agosto de 1954   | 11 de novembro de 1955          | Café Filho                     |
| 106 |                                            | José Carlos de Macedo Soares               | 12 de novembro de 1955 | 31 de janeiro de 1956           | Nereu Ramos                    |
| 106 | 31 de janeiro de 1956                      | José Carlos de Macedo Soares               | 4 de julho de 1958     | Juscelino Kubitschek            |                                |
| 107 |                                            | Negrão de Lima                             | 4 de julho de 1958     | Juscelino Kubitschek            | 30 de agosto de 1959           |
| 108 |                                            | Horácio Lafer                              | 30 de agosto de 1959   | Juscelino Kubitschek            | 31 de janeiro de 1961          |
| 109 |                                            | Afonso Arinos de Melo Franco               | 31 de janeiro de 1961  | 25 de agosto de 1961            | Jânio Quadros                  |
| —   | Não houve nomeação para o cargo no período | Não houve nomeação para o cargo no período | 25 de agosto de 1961   | 7 de setembro de 1961           | Ranieri Mazzilli               |
| 110 |                                            | San Tiago Dantas                           | 8 de setembro de 1961  | 12 de julho de 1962             | João Goulart (parlamentarismo) |
| 111 |                                            | Afonso Arinos de Melo Franco               | 12 de julho de 1962    | 18 de setembro de 1962          | João Goulart (parlamentarismo) |
| 112 |                                            | Hermes Lima                                | 18 de setembro de 1962 | 24 de janeiro de 1963           | João Goulart (parlamentarismo) |
| 112 | 24 de janeiro de 1963                      | Hermes Lima                                | 18 de junho de 1963    | João Goulart (presidencialismo) |                                |
| 113 |                                            | Evandro Lins e Silva                       | 18 de junho de 1963    | João Goulart (presidencialismo) | 22 de agosto de 1963           |
| 114 |                                            | João Augusto de Araújo Castro              | 22 de agosto de 1963   | João Goulart (presidencialismo) | 31 de março de 1964            |

### Ditadura militar(5.ª República)
| Nº  | Foto                 | Nome                     | Início                | Fim                              | Presidente          |
| --- | -------------------- | ------------------------ | --------------------- | -------------------------------- | ------------------- |
| 115 |                      | Vasco Leitão da Cunha    | 4 de abril de 1964    | 15 de abril de 1964              | Ranieri Mazzilli    |
| 115 | 15 de abril de 1964  | Vasco Leitão da Cunha    | 17 de janeiro de 1966 | Castelo Branco                   |                     |
| 116 |                      | Juracy Magalhães         | 17 de janeiro de 1966 | Castelo Branco                   | 15 de março de 1967 |
| 117 |                      | Magalhães Pinto          | 15 de março de 1967   | 31 de agosto de 1969             | Costa e Silva       |
| 117 | 31 de agosto de 1969 | Magalhães Pinto          | 30 de outubro de 1969 | Junta militar brasileira de 1969 |                     |
| 118 |                      | Mário Gibson Barbosa     | 31 de outubro de 1969 | 15 de março de 1974              | Emílio Médici       |
| 119 |                      | Azeredo da Silveira      | 15 de março de 1974   | 15 de março de 1979              | Ernesto Geisel      |
| 120 |                      | Ramiro Saraiva Guerreiro | 15 de março de 1979   | 15 de março de 1985              | João Figueiredo     |

### Nova República(6ª República)
| Nº  | Foto | Nome                                    | Início                  | Fim                     | Presidente                |
| --- | ---- | --------------------------------------- | ----------------------- | ----------------------- | ------------------------- |
| 121 |      | Olavo Setúbal                           | 15 de março de 1985     | 14 de fevereiro de 1986 | José Sarney               |
| 122 |      | Abreu Sodré                             | 14 de fevereiro de 1986 | 15 de março de 1990     | José Sarney               |
| 123 |      | Francisco Rezek                         | 15 de março de 1990     | 13 de abril de 1992     | Fernando Collor           |
| 124 |      | Celso Lafer                             | 13 de abril de 1992     | 2 de outubro de 1992    | Fernando Collor           |
| 125 |      | Fernando Henrique Cardoso               | 5 de outubro de 1992    | 20 de maio de 1993      | Itamar Franco             |
| —   |      | Luiz Felipe Lampreia (interino)         | 20 de maio de 1993      | 20 de julho de 1993     | Itamar Franco             |
| 126 |      | Celso Amorim                            | 20 de julho de 1993     | 1 de janeiro de 1995    | Itamar Franco             |
| 127 |      | Luiz Felipe Lampreia                    | 1 de janeiro de 1995    | 12 de janeiro de 2001   | Fernando Henrique Cardoso |
| —   |      | Luiz Felipe de Seixas Corrêa (interino) | 12 de janeiro de 2001   | 29 de janeiro de 2001   | Fernando Henrique Cardoso |
| 128 |      | Celso Lafer                             | 29 de janeiro de 2001   | 1 de janeiro de 2003    | Fernando Henrique Cardoso |
| 129 |      | Celso Amorim                            | 1 de janeiro de 2003    | 31 de dezembro de 2010  | Luiz Inácio Lula da Silva |
| 130 |      | Antonio Patriota                        | 1 de janeiro de 2011    | 26 de agosto de 2013    | Dilma Rousseff            |
| —   |      | Eduardo dos Santos (interino)           | 26 de agosto de 2013    | 28 de agosto de 2013    | Dilma Rousseff            |
| 131 |      | Luiz Alberto Figueiredo                 | 28 de agosto de 2013    | 1º de janeiro de 2015   | Dilma Rousseff            |
| 132 |      | Mauro Vieira                            | 1º de janeiro de 2015   | 12 de maio de 2016      | Dilma Rousseff            |
| 133 |      | José Serra                              | 12 de maio de 2016      | 22 de fevereiro de 2017 | Michel Temer              |
| —   |      | Marcos Bezerra Abbott Galvão (interino) | 22 de fevereiro de 2017 | 7 de março de 2017      | Michel Temer              |
| 134 |      | Aloysio Nunes                           | 7 de março de 2017      | 31 de dezembro de 2018  | Michel Temer              |
| 135 |      | Ernesto Araújo                          | 1 de janeiro de 2019    | 29 de março de 2021     | Jair Bolsonaro            |
| 136 |      | Carlos França                           | 6 de abril de 2021      | 31 de dezembro de 2022  | Jair Bolsonaro            |
| 137 |      | Mauro Vieira                            | 1 de janeiro de 2023    | —                       | Luiz Inácio Lula da Silva |